# أليسون دوس سانتوس
أليسون دوس سانتوس (بالبرتغالية: Alison dos Santos‏) هو منافس ألعاب قوى برازيلي، ولد في 3 يونيو 2000 في São Joaquim da Barra ‏ في البرازيل.

## وصلات خارجية
- أليسون دوس سانتوس على موقع الاتحاد الدولي لألعاب القوى (الإنجليزية)
- أليسون دوس سانتوس على موقع اللجنة الأولمبية الدولية (الإنجليزية)
- أليسون دوس سانتوس على موقع أوليمبيديا (الإنجليزية)